# Kromosom X
Kromosom X je eden od spolnih kromosomov pri sesalcih. Telesne celice samic imajo tako po par kromosomov, medtem ko imajo telesne celice samcev po en X in en Y. Gamete samic vedno vsebujejo kromosom X, medtem ko polovica gamet samcev vsebuje kromosom X, druga polovica pa Y (torej gameta samca določi spol potomca). Več genskih bolezni se deduje vezano na spolnih kromosomih kot na primer barvna slepota ali hemofilija.